# Хермија (филозоф)
Хермија (Грчки: Ἑρμείας) био је неоплатонистички филозоф.

## Биографија
Рођен је у Александрији око. 410.
Отишао је у Атину и студирао филозофију код Сиријана. Оженио се Едезијом, која је била Сиријанова рођака а која је првобитно била верена за Прокла, који је раскинуо веридбу након што је примио божанско упозорење.
Хермија је донео Сиријаново учење у Александрију, где је држао предавања у Хораполовој школи, примајући приход од државе. Умро је око 450..(сигурно пре 470. године нове ере), у време када су његова деца, Амоније и Хелиодор, још била мала. Едезија је, међутим, наставила да прима приход од државе, како би одгајала децу и омогућила им школовање. Оба сина су постали филозофи.
Коментар Федра који је написао Хермија је сачуван. Састоји се од белешки заснованих на предавањима Сиријана о Платоновом Федру.